# Muaracikadu
Muaracikadu is een bestuurslaag in het regentschap Cianjur van de provincie West-Java, Indonesië. Muaracikadu telt 6588 inwoners (volkstelling 2010).